# Lijst van coaches van het Nederlands voetbalelftal (mannen)
Dit is een lijst van coaches van het Nederlands mannen voetbalelftal.

## De bondscoach
Bondscoach (van het Nederlands voetbalelftal) is de gebruikelijke naam voor de hoofdcoach van dit elftal. In totaal zijn er 44 coaches werkzaam geweest voor het Nederlands elftal. Hierbij zijn inbegrepen de assistent-bondscoaches die de hoofdcoach gedurende één wedstrijd vervingen, zoals de vervanging van Ernst Happel door Jan Zwartkruis (gebeurde tweemaal).
De periode waarin iedere coach werkzaam is geweest wordt weergegeven in onderstaande tabel. De data zijn die van interlandwedstrijden, niet de data waarvoor het contract met de KNVB is ingegaan of afgelopen.
De tabel toont ook het totaal aantal gespeelde wedstrijden en de resultaten hiervan. In geval een coach meer dan één periode werkzaam is geweest staan de getallen voor de desbetreffende periode tussen haakjes vermeld. In de gevallen waarin een coach voor een wedstrijd tijdelijk werd vervangen (in de meeste gevallen door de assistent-bondscoach) is de lijst niet chronologisch (bijvoorbeeld de vervanging van Ernst Happel door Jan Zwartkruis).

## Bondscoaches
Deze lijst is bijgewerkt tot en met 16 oktober 2024
| Van        | Tot        | Naam                | Aantal wedstrijden | Winst   | Gelijk  | Verlies | Bijzonderheden                               |
| ---------- | ---------- | ------------------- | ------------------ | ------- | ------- | ------- | -------------------------------------------- |
| 30-04-1905 | 10-05-1908 | Cees van Hasselt    | 11                 | 6       | 0       | 5       |                                              |
| 22-10-1908 | 15-11-1913 | Edgar Chadwick      | 24                 | 14      | 2       | 8       | OS1908, OS 1912                              |
| 16-10-1910 |            | Jimmy Hogan         | 1                  | 1       | 0       | 0       | vervanging Chadwick                          |
| 17-11-1912 |            | Frederick Warburton | 1                  | 1       | 0       | 0       | vervanging Chadwick                          |
| 20-04-1913 |            | Tom Bradshaw        | 1                  | 0       | 0       | 1       | vervanging Chadwick                          |
| 15-03-1914 | 17-05-1914 | Billy Hunter        | 4                  | 2       | 1       | 1       |                                              |
| 09-06-1919 |            | Jack Reynolds       | 1                  | 1       | 0       | 0       |                                              |
| 24-08-1919 | 10-05-1923 | Frederick Warburton | 21 (20)            | 8 (7)   | 6 (6)   | 7 (7)   | OS 1920                                      |
| 12-06-1921 |            | Jim Waites          | 1                  | 0       | 1       | 0       | vervanging Warburton                         |
| 25-10-1923 |            | Bob Glendenning     | 1                  | 1       | 0       | 0       |                                              |
| 23-03-1924 | 09-06-1924 | William Townley     | 8                  | 2       | 3       | 3       | OS 1924                                      |
| 02-11-1924 |            | Jack Bollington     | 1                  | 1       | 0       | 0       |                                              |
| 15-03-1925 | 21-04-1940 | Bob Glendenning     | 87 (86)            | 36 (35) | 15 (15) | 36 (36) | OS 1928, WK 1934, WK 1938                    |
| 10-03-1946 | 27-11-1946 | Karel Kaufman       | 4                  | 2       | 1       | 1       |                                              |
| 07-04-1947 | 30-06-1948 | Jesse Carver        | 10                 | 6       | 2       | 2       | OS 1948                                      |
| 21-11-1948 |            | Tom Sneddon         | 1                  | 0       | 1       | 0       |                                              |
| 13-03-1949 | 23-04-1949 | Karel Kaufman       | 6 (2)              | 3 (1)   | 2 (1)   | 1 (0)   |                                              |
| 12-06-1949 | 30-05-1954 | Jaap van der Leck   | 29                 | 5       | 3       | 21      | OS 1952                                      |
| 24-10-1954 |            | Max Merkel          | 1                  | 0       | 0       | 1       | Door KNVB gehuurd van HBS                    |
| 13-03-1955 | 03-04-1955 | Friedrich Donenfeld | 2                  | 1       | 1       | 0       |                                              |
| 15-04-1955 | 06-06-1956 | Max Merkel          | 10(9)              | 6 (6)   | 1 (1)   | 3 (2)   |                                              |
| 15-09-1956 |            | Wudi Müller         | 1                  | 1       | 0       | 0       |                                              |
| 14-10-1956 | 04-11-1956 | Friedrich Donenfeld | 4 (2)              | 2 (1)   | 2 (1)   | 0 (0)   |                                              |
| 30-01-1957 | 26-05-1957 | George Hardwick     | 5                  | 1       | 1       | 3       |                                              |
| 11-09-1957 | 24-05-1964 | Elek Schwartz       | 49                 | 19      | 12      | 18      |                                              |
| 30-09-1964 | 14-11-1965 | Denis Neville       | 8                  | 2       | 3       | 3       |                                              |
| 23-03-1966 | 28-01-1970 | Georg Keßler        | 28                 | 10      | 6       | 12      |                                              |
| 11-10-1970 | 07-07-1974 | František Fadrhonc  | 20                 | 13      | 4       | 3       | WK 1974                                      |
| 27-03-1974 | 07-07-1974 | Rinus Michels       | 10                 | 6       | 3       | 1       | Supervisor bij Fadrhonc, WK 1974             |
| 04-09-1974 | 19-06-1976 | George Knobel       | 15                 | 9       | 1       | 5       | EK 1976                                      |
| 08-09-1976 | 26-03-1977 | Jan Zwartkruis      | 4                  | 3       | 1       | 0       |                                              |
| 31-08-1977 | 24-06-1978 | Ernst Happel        | 12                 | 8       | 2       | 2       | WK 1978                                      |
| 05-10-1977 | 26-10-1977 | Jan Zwartkruis      | 11 (1)             | 7 (1)   | 4 (1)   | 0 (0)   | vervanging Happel                            |
| 20-09-1978 | 06-01-1981 | Jan Zwartkruis      | 28 (22)            | 12 (8)  | 8 (6)   | 8 (8)   | EK 1980                                      |
| 22-02-1981 | 22-02-1981 | Rob Baan            | 1                  | 1       | 0       | 0       | interim                                      |
| 23-03-1981 | 17-10-1984 | Kees Rijvers        | 21                 | 10      | 3       | 8       |                                              |
| 29-04-1981 | 29-04-1981 | Rob Baan            | 2 (1)              | 2 (1)   | 0 (0)   | 0 (0)   | vervanging Rijvers                           |
| 14-11-1984 | 23-12-1984 | Rinus Michels       | 12 (2)             | 7 (1)   | 3 (0)   | 2 (1)   |                                              |
| 27-02-1985 | 12-03-1986 | Leo Beenhakker      | 7                  | 5       | 1       | 1       |                                              |
| 29-04-1986 | 25-06-1988 | Rinus Michels       | 34 (22)            | 19 (12) | 9 (6)   | 6 (4)   | EK 1988                                      |
| 14-09-1988 | 20-12-1989 | Thijs Libregts      | 11                 | 6       | 3       | 2       |                                              |
| 21-02-1990 | 28-03-1990 | Nol de Ruiter       | 2                  | 0       | 1       | 1       | interim                                      |
| 30-05-1990 | 24-06-1990 | Leo Beenhakker      | 13 (6)             | 6 (1)   | 4 (3)   | 3 (2)   | WK 1990                                      |
| 26-09-1990 | 22-06-1992 | Rinus Michels       | 53 (19)            | 30 (11) | 14 (5)  | 9 (3)   | EK 1992                                      |
| 09-09-1992 | 14-12-1994 | Dick Advocaat       | 26                 | 15      | 6       | 5       | WK 1994                                      |
| 18-01-1995 | 11-07-1998 | Guus Hiddink        | 38                 | 22      | 8       | 8       | EK 1996, WK 1998                             |
| 26-02-1997 | 26-02-1997 | Jan Rab             | 1                  | 0       | 0       | 1       | vervanging Hiddink                           |
| 10-10-1998 | 29-06-2000 | Frank Rijkaard      | 22                 | 8       | 12      | 2       | EK 2000                                      |
| 02-09-2000 | 30-11-2001 | Louis van Gaal      | 14                 | 8       | 4       | 2       |                                              |
| 13-02-2002 | 30-06-2004 | Dick Advocaat       | 55 (29)            | 31 (16) | 13 (7)  | 11 (6)  | EK 2004                                      |
| 18-08-2004 | 21-06-2008 | Marco van Basten    | 52                 | 35      | 11      | 6       | WK 2006, EK 2008                             |
| 20-08-2008 | 17-06-2012 | Bert van Marwijk    | 52                 | 34      | 10      | 8       | WK 2010, EK 2012                             |
| 15-08-2012 | 31-07-2014 | Louis van Gaal      | 43 (29)            | 26 (18) | 13 (9)  | 4 (2)   | WK 2014                                      |
| 01-08-2014 | 01-07-2015 | Guus Hiddink        | 48 (10)            | 26 (4)  | 9 (1)   | 13 (5)  | EK 2016 kwalificatie                         |
| 01-07-2015 | 27-03-2017 | Danny Blind         | 17                 | 7       | 3       | 7       | EK 2016 kwalificatie, WK 2018 kwalificatie   |
| 27-03-2017 | 04-06-2017 | Fred Grim           | 3                  | 2       | 0       | 1       | interim                                      |
| 04-06-2017 | 14-11-2017 | Dick Advocaat       | 62 (7)             | 37 (6)  | 13 (0)  | 12 (1)  | WK 2018 kwalificatie                         |
| 06-02-2018 | 19-08-2020 | Ronald Koeman       | 20                 | 11      | 5       | 4       | Nations League 2018/19, EK 2020 kwalificatie |
| 19-08-2020 | 23-09-2020 | Dwight Lodeweges    | 2                  | 1       | 0       | 1       | interim                                      |
| 23-09-2020 | 29-06-2021 | Frank de Boer       | 15                 | 8       | 4       | 3       | EK 2020                                      |
| 04-08-2021 | 09-12-2022 | Louis van Gaal      | 63 (20)            | 40 (14) | 18 (6)  | 4 (0)   | Nations League 2022/23, WK 2022              |
| 01-01-2023 | heden      | Ronald Koeman       | 44 (24)            | 24 (13) | 8 (3)   | 12 (8)  | EK 2024, Nations League 2024/25              |

De cijfers zonder haakjes duiden het totaal aan, waar de cijfers tussen haakjes enkel over de periode gaan. Laatst bijgewerkt: 16 oktober 2024 

## Top 10
De 10 coaches met de meeste wedstrijden:
|    | Naam              | Periode(s)                       | Wedstrijden |
| -- | ----------------- | -------------------------------- | ----------- |
| 1  | Bob Glendenning   | 1923, 1925-1940                  | 87          |
| 2  | Louis van Gaal    | 2000-2002, 2012-2014, 2021-2022  | 63          |
| 3  | Dick Advocaat     | 1992-1994, 2002-2004, 2017       | 62          |
| 4  | Rinus Michels     | 1974, 1984, 1986-1988, 1990-1992 | 53          |
| 5  | Marco van Basten  | 2004-2008                        | 52          |
| 5  | Bert van Marwijk  | 2008-2012                        | 52          |
| 7  | Elek Schwartz     | 1957-1964                        | 49          |
| 8  | Guus Hiddink      | 1995-1998, 2014-2015             | 48          |
| 9  | Ronald Koeman     | 2018-2020, 2023-heden            | 44          |
| 10 | Jaap van der Leck | 1949-1954                        | 29          |

Laatst bijgewerkt: 16 oktober 2024. (MEZT)

## Records
- Meeste overwinningen: 40 - Louis van Gaal[2]
- Meeste gelijkspelen: 19 - Louis van Gaal[2]
- Meeste nederlagen: 36 - Bob Glendenning[2]
- Meeste debutanten: 118 - Bob Glendenning[3]
- Jongste bondscoach: 28 - Jimmy Hogan[4]
- Oudste bondscoach: 71 - Louis van Gaal[5]

## Voetnoten en referenties
KNVB ·
A-internationals ·
Bondscoaches (m) ·
Topscorers ·
Nederlands vrouwenelftal ·
Bondscoaches (v) ·
Nederland B ·
Olympisch elftal ·
Jong Oranje ·
Nederland –20 ·
Nederland –19 ·
Nederland –18 ·
Nederland –17 ·
Nederland –16 ·
Nederland –15 ·
Nederlands amateurelftal ·
Nederlands zaterdagelftal ·
Jong OranjeLeeuwinnen ·
Vrouwen –20 ·
Vrouwen –19 ·
Vrouwen –18 ·
Vrouwen –17 ·
Vrouwen –16 ·
Vrouwen –15 ·
Militair mannenelftal ·
Militair vrouwenelftal ·
Strandteam ·
Vrouwen Strandteam ·
Futsalteam ·
Vrouwen Futsalteam

EK-wedstrijden ·
WK-wedstrijden ·
Resultaten kwalificaties en eindronden ·
Nederland B-wedstrijden ·
Officieuze wedstrijden ·
EK-wedstrijden vrouwen ·
WK-wedstrijden vrouwen ·
Resultaten vrouwen kwalificaties en eindronden
1905 – 1919 ·
1920 – 1929 ·
1930 – 1939 ·
1940 – 1949 ·
1950 – 1959 ·
1960 – 1969 ·
1970 – 1979 ·
1980 – 1989 ·
1990 – 1999 ·
2000 – 2009 ·
2010 – 2019 ·
2020 – 2029
2015 ·
2016 ·
2017 ·
2018 ·
2019 ·
2020 ·
2021 · 
2022
EK's: 1976 · 
1980 · 
1988 · 
1992 · 
1996 · 
2000 · 
2004 · 
2008 · 
2012 · 
2020 · 
2024
WK's: 1934 · 
1938 · 
1974 · 
1978 · 
1990 · 
1994 · 
1998 · 
2006 · 
2010 · 
2014 · 
2022
OS: 1908 ·
1912 ·
1920 ·
1924 ·
1928 ·
1948 ·
1952 ·
2008
Albanië ·
Andorra ·
Argentinië ·
Armenië ·
Australië ·
België ·
Bosnië en Herzegovina ·
Brazilië ·
Bulgarije ·
Canada ·
Chili ·
China ·
Colombia ·
Costa Rica ·
Curaçao ·
Cyprus ·
DDR ·
Denemarken ·
Duitsland ·
Ecuador ·
Egypte ·
Engeland ·
Estland ·
Faeröer ·
Finland ·
Frankrijk ·
GOS · 
Georgië ·
Ghana ·
Gibraltar ·
Griekenland ·
Hongarije ·
Ierland ·
IJsland ·
Indonesië ·
Iran ·
Israël ·
Italië ·
Ivoorkust ·
Japan ·
Joegoslavië ·
Kameroen ·
Kazachstan ·
Kroatië ·
Letland ·
Liechtenstein ·
Luxemburg ·
Malta ·
Marokko ·
Mexico ·
Moldavië ·
Montenegro ·
Nederlandse Antillen ·
Nigeria ·
Noord-Ierland ·
Noord-Macedonië ·
Noorwegen ·
Oekraïne ·
Oostenrijk ·
Paraguay ·
Peru ·
Polen ·
Portugal ·
Qatar ·
Roemenië ·
Rusland ·
Saarland ·
San Marino ·
Saoedi-Arabië ·
Schotland ·
Senegal ·
Servië en Montenegro ·
Slovenië ·
Slowakije ·
Sovjet-Unie ·
Spanje ·
Suriname ·
Thailand ·
Tsjechië ·
Tsjecho-Slowakije ·
Tunesië ·
Turkije ·
Uruguay ·
Verenigd Koninkrijk ·
Verenigde Staten ·
Wales ·
Wit-Rusland ·
Zuid-Afrika ·
Zuid-Korea ·
Zweden ·
Zwitserland
Argentinië (1978) ·
Argentinië (2006) ·
Argentinië (2014) ·
Argentinië (2022) ·
Australië (2014) ·
Brazilië (2014) ·
Chili (2014) · 
Costa Rica (2014) ·
Denemarken (2010) ·
Denemarken (2012) ·
Duitsland (2012) · 
Ecuador (2022) · 
Frankrijk (2008) ·
Italië (2008) ·
Ivoorkust (2006) ·
Japan (2010) ·
Kameroen (2010) ·
Mexico (2014) · 
Noord-Macedonië (2021) · 
Oekraïne (2021) · 
Oostenrijk (2021) · 
Portugal (2006) ·
Portugal (2012) ·
Portugal (2019) ·
Qatar (2022) ·
Roemenië (2008) ·
Rusland (2008) ·
San Marino (2011) ·
Senegal (2022) ·
Servië en Montenegro (2006) ·
Sovjet-Unie (1988) ·
Spanje (2010) ·
Spanje (2014) ·
Tsjechië (2021) · 
Uruguay (2010) ·
Verenigde Staten (2022) · 
West-Duitsland (1974)